# Armando Wafelaar
Armando Wafelaar (Engels: Armando Dippet) is een personage uit de Harry Potterboekenreeks van J.K. Rowling. Wafelaar was het schoolhoofd van Zweinstein vóór Albus Perkamentus. 
Wafelaar was het Hoofd van Zweinstein op het moment dat Heer Voldemort, toen nog Marten Vilijn geheten, er naar school ging. In deze tijd werd de Geheime Kamer geopend. Jammerende Jenny vond hierbij de dood.
Wafelaar wilde niet dat Marten op school overbleef in de (zomer)vakanties. Dit zag Harry Potter in het dagboek van Marten Vilijn. Wafelaar is hoofd van de school geweest tot 1956; het is onduidelijk of hij is vertrokken of overleden. Wafelaars portret hangt in het kantoor van Perkamentus, hierdoor blijft Wafelaar nauw betrokken bij de school. Hij kan via zijn portret (samen met de andere oud-schoolhoofden) discussiëren met Perkamentus, zijn opvolger.
In het zesde deel lezen we dat Voldemort solliciteerde naar de functie van leerkracht Verweer tegen de Zwarte Kunsten, vlak nadat hij is afgestudeerd. Wafelaar vond hem te jong voor de functie en gaf het advies om het over een paar jaar weer te proberen.